# Gehring-Bunte
Die Gehring-Bunte Getränkeindustrie GmbH & Co. KG ist ein deutscher Getränkehersteller. Das Unternehmen ist heute vor allem auch durch die Marke Christinen bekannt. Der Unternehmenssitz befindet sich in Bielefeld.

## Unternehmensgeschichte
1895 von Franz Bunte in Gütersloh gegründet, konzentrierte sich das Unternehmen zunächst auf den Vertrieb von Bier, Limonaden und Mineralwasser. Mit der Übergabe der Verantwortung an Paul Gehring Senior, den Schwiegersohn von Franz Bunte, wurde das Unternehmen in „Gehring-Bunte“ umfirmiert.
Von 1934 bis 2007 übernahm der Familienbetrieb die Produktion von Coca-Cola für das eigene Vertriebsgebiet.
1955 ging die Geschäftsführung in dritter Generation schließlich an Paul Gehring (1932–2025) und Werner Gehring, die Söhne von Paul Gehring Senior, über. Von 2018 bis 2021 war Guido Grebe Geschäftsführer des Unternehmens. Sein Nachfolger ist seit 2022 Daniel Einhäuser.
Unter der Marke Christinen werden seit dem Jahr 1966 Mineralwasser, Erfrischungs-, Fruchtsaft- und Teegetränke vertrieben.

## Anteilseigner
Das Unternehmen gehört zu gleichen Teilen Paul Gehring und der Werner Gehring Beteiligungs GmbH & Co. KG. Diese wiederum gehört zu gleichen Teilen Antje Gehring, Katrin Gehring und Dörte Gehring.

## Zertifizierungen
Das Unternehmen lässt sich und seine Produkte regelmäßig zertifizieren, unter anderem mit dem International Featured Standard (IFS) für Lebensmittelsicherheit, der BCS Öko Bescheinigung, der DIN EN ISO 14001 für Umweltschutz sowie der DIN EN ISO 50001 für Energiemanagement.
Seit 2019 führt Christinen außerdem das Qualitätssiegel für „Premiummineralwasser mit Bio-Qualität“ des SGS Institut Fresenius.